# Jean-Louis Papin
Pour les articles homonymes, voir Papin.
Jean-Louis Papin, né le 14 septembre 1947 à Chemillé en Maine-et-Loire, est un évêque catholique français, évêque de Nancy et de Toul (19e évêque de Nancy et 119e évêque de Toul) et primat de Lorraine de 1999 à 2023.

## Biographie

### Formation
Il a suivi sa formation en vue de la prêtrise au grand séminaire d'Angers, puis à l'institut catholique de Paris. Il est titulaire d'une maîtrise de théologie dogmatique.

### Principaux ministères
Ordonné prêtre le 22 juin 1974 pour le diocèse d'Angers, il a été vicaire à la paroisse des Ponts-de-Cé de 1974 à 1978 avant de se consacrer à la formation des futurs prêtres comme professeur de théologie dogmatique du séminaire interdiocésain de Nantes de 1980 à 1993, codirecteur de l'Institut de formation des éducateurs du clergé à Paris de 1987 à 1994, puis supérieur du séminaire interdiocésain de Nantes de 1993 à 1999.

#### Évêque de Nancy et de Toul, primat de Lorraine
Nommé évêque du diocèse de Nancy-Toul le 3 septembre 1999, il est consacré évêque le 24 octobre de la même année à la cathédrale de Nancy.
Jean-Louis Papin a lancé plusieurs opérations d'évangélisation dans son diocèse : Passe sur l'autre rive en 2008, ou, en 2016-2017, une année consacrée à l'Église diocésaine pour redécouvrir l'importance d'un engagement catholique local au quotidien.

#### Fonctions au sein de la Conférence des Évêques de France
Il a été vice-président de la Conférence des évêques de France de 2004 à 2007. Il a aussi été président de la commission des mouvements apostoliques et associations de fidèles, et président du comité de la mission en monde ouvrier.
Le 8 novembre 2008, il a été élu président de la commission pour la vie consacrée, dont il était déjà membre, pour un mandat de trois ans, renouvelé en 2011.
Depuis novembre 2009, il est membre du groupe de travail « écologie et environnement » animé par Marc Stenger. Fin 2014, il est désigné évêque accompagnateur de la DCC (délégation catholique à la coopération ; il a d'ailleurs été volontaire en Centrafrique).

#### L'« affaire de Nantes »
En juin 2009, L'Est républicain, principal quotidien local annonce en une que « Monseigneur Papin pourrait devenir évêque de Nantes ». L'affaire prend de l'ampleur, au point que l'évêché doit émettre officiellement un démenti face à cette rumeur.